# 羅伯特·芬克
羅伯特·克里斯蒂安·芬克（英語：Robert Christian Finke，1999年11月6日—）是一名出生於美國佛羅里達州的游泳運動員，曾經獲得2020年夏季奧林匹克運動會男子800公尺自由式比賽及男子1500公尺自由式比賽金牌，2024年夏季奥林匹克运动会男子1500米自由泳金牌并打破由中国选手孙杨保持了12年之久的世界纪录。

## 外部連結
- 羅伯特·芬克的X（前Twitter）
- 羅伯特·芬克的Instagram帳戶

| 紀錄        | 紀錄                                        | 紀錄        |
| ----------- | ------------------------------------------- | ----------- |
| 前任： 孙杨 | 1500米自由泳比賽世界紀錄保持者 2024年8月4日 | 繼任： 現任 |